# John White Abbott
John White Abbott (Exeter, 13 maggio 1763 – 1851) è stato un pittore inglese.

## Biografia e opere
Di professione chirurgo e farmacista, cominciò a dipingere per hobby, ma la qualità della sua produzione gli valse il riconoscimento dei contemporanei, a tal punto che arrivò ad esporre alla Royal Academy di Londra. Fu pittore di paesaggio e di animali, in particolar modo acquarellista. Ebbe anche successo come incisore di illustrazioni sugli insetti.
Un suo dipinto, Tree Study, Fordland, è conservato dalla Tate Gallery di Londra.